# عامر بن سعد بن أبي وقاص
عامر بن سعد بن أبي وقاص (المتوفي سنة 96 هـ) تابعي، وأحد رواة الحديث النبوي، وأبوه هو الصحابي سعد بن أبي وقاص صاحب الفتوحات في العراق وفارس، وأحد العشرة المبشرين بالجنة.

## نسبه
بنتمي عامر بن سعد بن أبي وقاص إلى بني زُهرة أحد بطون قريش، وأمه أم عامر مكيتة بنت عمرو بن عمرو بن كعب بن عمرو بن زرعة بن بهراء القضاعية.
توفي عامر بن سعد سنة 96 هـ بالمدينة المنورة في خلافة الوليد بن عبد الملك، وقيل سنة 104 هـ وقيل سنة 103 هـ، وله من الأبناء داود ويعقوب وعبد الله وأم إسحاق وحفصة وحميدة وأم هشام وأم علي وأمهم أم عبيد الله بنت عبد الله بن موهب الأشعرية.

## روايته للحديث النبوي
- روى عن: أبيه سعد بن أبي وقاص وأسامة بن زيد وعائشة بنت أبي بكر وأبي هريرة وجابر بن سمرة[3] وأبان بن عثمان بن عفان وخباب صاحب المقصورة والعباس بن عبد المطلب وعبد الله بن عمر بن الخطاب وعثمان بن عفان وأبي أيوب الأنصاري وأبي سعيد الخدري وأم سلمة.[1]
- روى عنه: ابنه داود بن عامر وعمرو بن دينار والزُهري وموسى بن عقبة[3] وأبناء إخوته إسماعيل بن محمد بن سعد بن أبي وقاص وأشعث بن إسحاق بن سعد بن أبي وقاص وبجاد بن موسى بن سعد بن أبي وقاص وأيوب بن سلمة بن عبد الله بن الوليد المخزومي وبكير بن عبد الله بن الأشج وبكير بن مسمار والحسن بن عثمان بن عبد الرحمن بن عوف وحكيم بن عبد الله بن قيس بن مخرمة وحميد بن عبد الرحمن الحميري وسالم أبو النضر وابن أخته سعد بن إبراهيم الزهري وسعيد بن المسيب وشريك بن عبد الله بن أبي نمر وصالح بن عبد الله بن أبي فروة وأبو واقد صالح بن محمد بن زائدة الليثي وعبد الله بن أبي سلمة وأبو طوالة عبد الله بن عبد الرحمن بن معمر بن حزم الأنصاري وعبد الأعلى بن عبد الله بن أبي فروة وعثمان بن حكيم الأنصاري وعطاء بن يسار ومجاهد بن جبر ومحمد بن إبراهيم بن الحارث التيمي وابن أخته محمد بن محمد بن الأسود الزهري ومحمد بن مسلم بن عائذ المدني ومحمد بن المنكدر والمطلب بن عبد الله بن حنطب المخزومي والمنهال بن عمرو ومهاجر بن مسمار وهاشم بن هاشم بن عتبة بن أبي وقاص ويحيى بن النضر الأنصاري.[1]
- الجرح والتعديل: قال عنه الذهبي: «إمام ثقة مدني»،[3] وقال ابن سعد: «كان ثقة كثير الحديث»،[2] وقد ذكره ابن حبان في كتاب «الثقات»، وروى له الجماعة.[1]